# Sonderkommando Künsberg
Le Sonderkommando Künsberg, ou Commando spécial Künsberg ou Groupe Künsberg, était une des organisations nazies qui a pillé de manière systématique les trésors culturels – des collections d'art et des bibliothèques – dans les territoires occupés par la Wehrmacht pendant la Seconde Guerre mondiale.
Ce commando tient son nom de son dirigeant, le SS-Obersturmbannführer Eberhard von Künsberg (de).

## Source
- (de) Cet article est partiellement ou en totalité issu de l’article de Wikipédia en allemand intitulé « Sonderkommando Künsberg » (voir la liste des auteurs).